# والتر تشانينج (طبيب توليد)
والتر تشانينج (بالإنجليزية: Walter Channing) هو طبيب أمريكي، ولد في 15 أبريل 1786، وتوفي في 27 يوليو 1876.

## وصلات خارجية
- والتر تشانينج على موقع الموسوعة البريطانية (الإنجليزية)